# Melodi Grand Prix
Melodi Grand Prix is de Noorse preselectie voor het Eurovisiesongfestival.
Noorwegen neemt sinds 1960 deel aan het Eurovisiesongfestival en de Noorse omroep NRK organiseert sindsdien elk jaar de preselectie. Slechts driemaal werd ze niet gehouden: in 1970 boycotte het land het festival, in 1991 werd geoordeeld dat de inzendingen van te slechte kwaliteit waren en werd een interne selectie gehouden, en in 2002 moest het land een jaar thuisblijven vanwege de slechte prestatie van het jaar voordien.

## Geschiedenis
Nora Brockstedt won de eerste twee Noorse voorrondes en haalde tijdens de internationale finale een vierde en zevende plaats. Inger Jacobsen mocht van haar het stokje overnemen in 1962. In 1963 won Brockstedt nog eens, maar ging ze niet naar het Eurovisiesongfestival. De officiële verklaring die hiervoor werd gegeven was dat Brockstedt een te drukke agenda zou hebben gehad en dat het festival er niet in paste, echter denken vele mensen dat men bang was voor een slecht resultaat met het liedje Solhverv. Ze werd vervangen door Anita Thallaug die met Solhverv puntenloos laatste eindigde. In 1968 won Odd Børre met Jeg har aldri vært så glad i noen som deg, maar het nummer werd niet afgevaardigd toen er beschuldigingen van plagiaat opdoken. Het nummer werd vervangen door Stress.
Sedert de start van de eenentwintigste eeuw heeft Melodi Grand Prix alleen maar aan populariteit gewonnen. Dit kwam mede doordat het land ook goed presteerde op het festival zelf. Sinds 1998 is er geen verplichting meer om in het Noors te zingen. Sedertdien werd Melodi Grand Prix nog maar twee keer gewonnen door een Noorstalig nummer: in 2006 won Christine Guldbrandsen met Alvedansen, en in 2024 ging Gåte met Ulveham met de zegepalm aan de haal.

## Winnaars

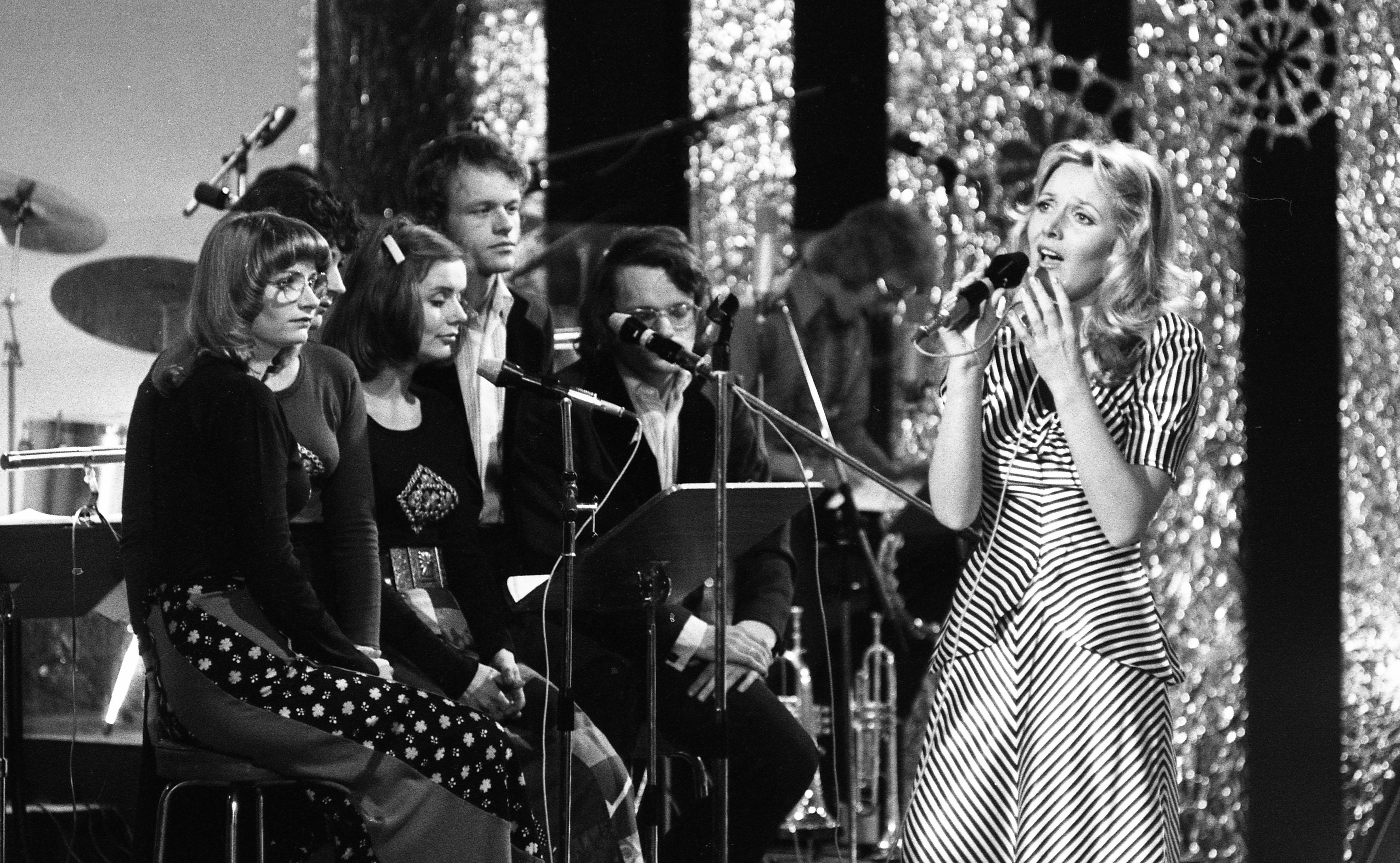
Anne-Karine Strøm won in 1976 met Mata Hari

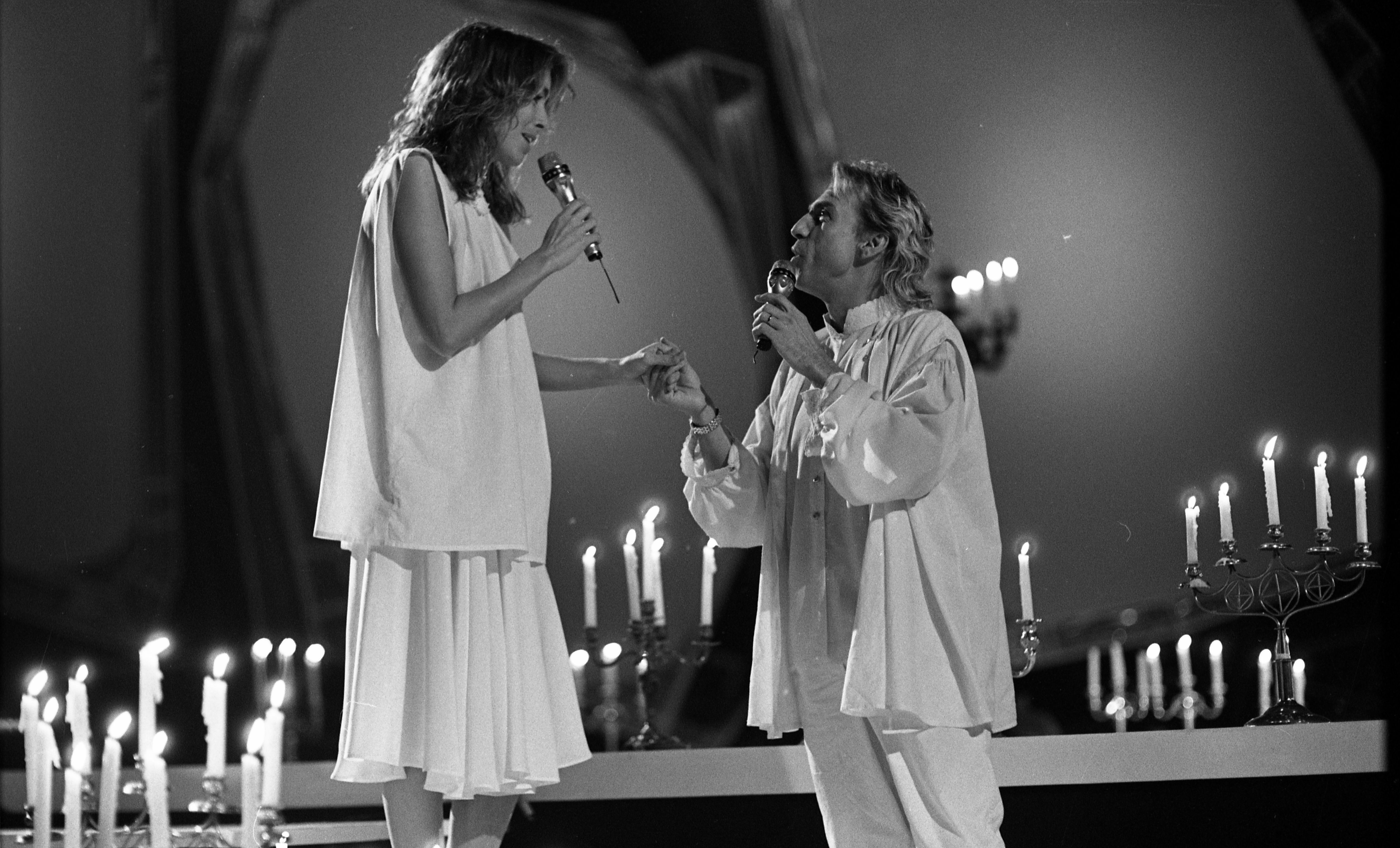
Anita Skorgan en Jahn Teigen wonnen de preselectie in 1982

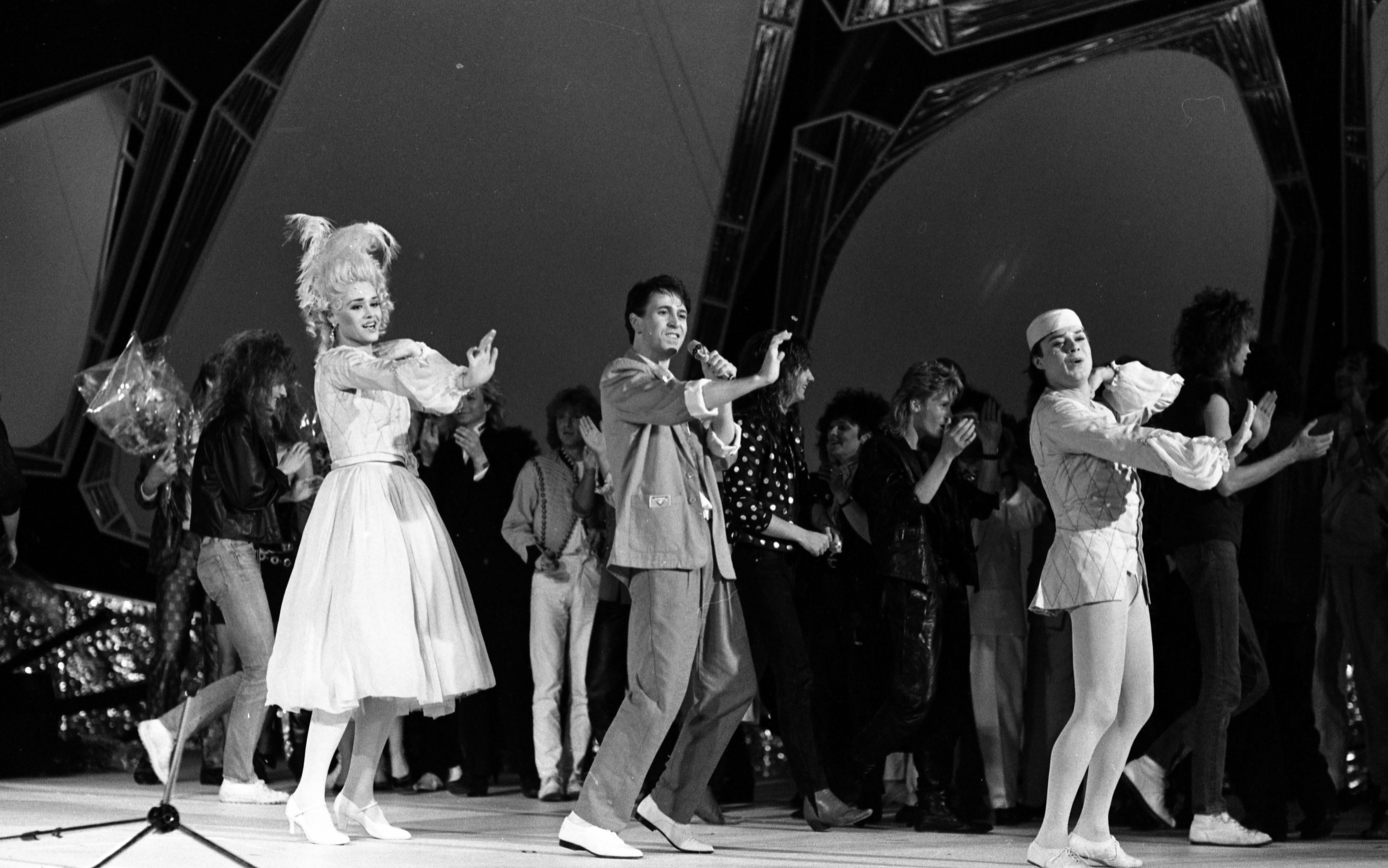
Ketil Stokkan won in 1986

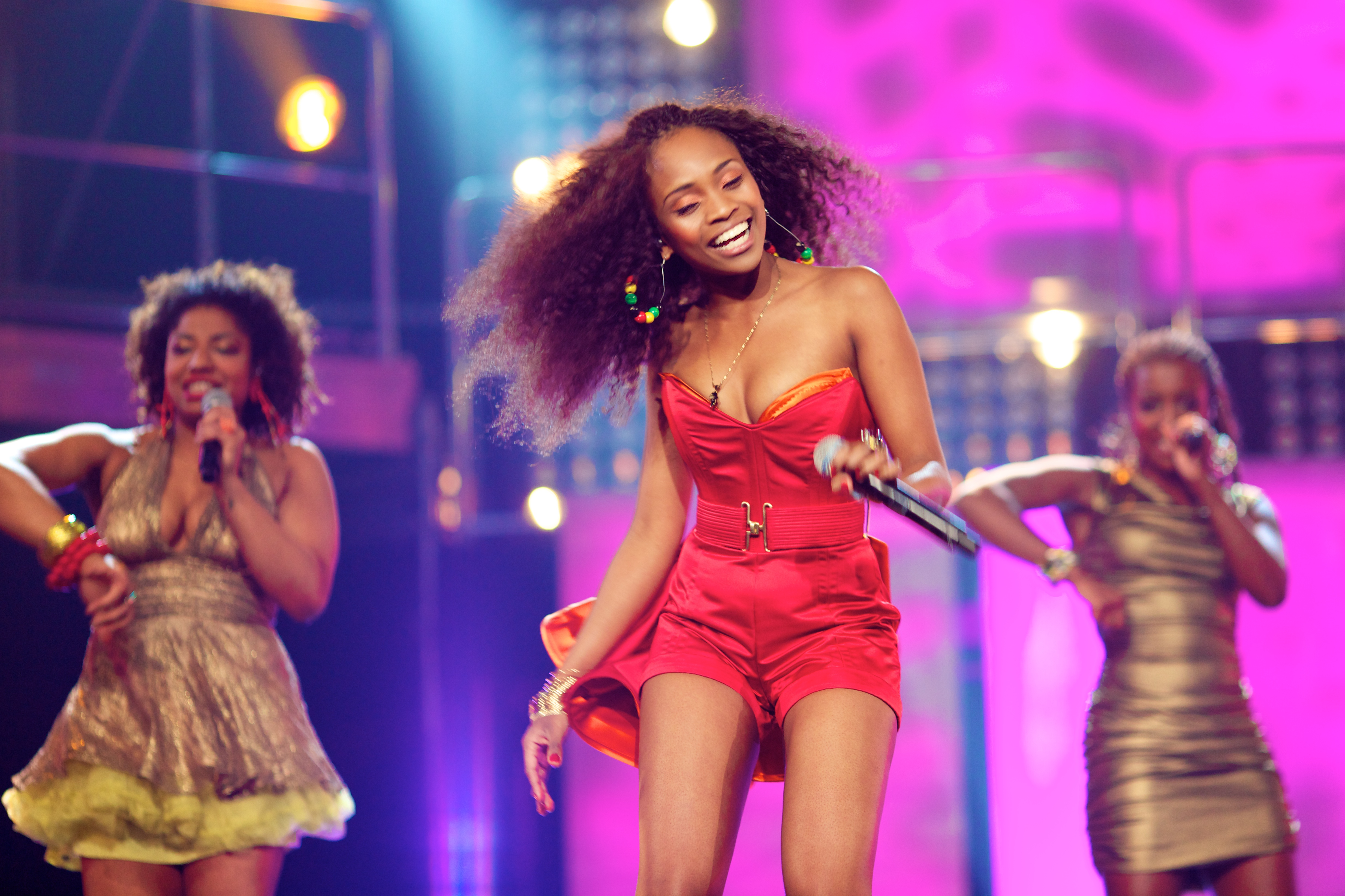
Stella Mwangi won in 2011 met Haba haba

| Jaar | Artiest                                     | Titel                                     |
| ---- | ------------------------------------------- | ----------------------------------------- |
| 1960 | Nora Brockstedt                             | Voi voi                                   |
| 1961 | Nora Brockstedt                             | Sommer i Palma                            |
| 1962 | Inger Jacobsen                              | Kom sol, kom regn                         |
| 1963 | Nora Brockstedt                             | Solhverv                                  |
| 1964 | Arne Bendiksen                              | Spiral                                    |
| 1965 | Kirsti Sparboe                              | Karusell                                  |
| 1966 | Åse Kleveland                               | Intet er nytt under solen                 |
| 1967 | Kirsti Sparboe                              | Dukkemann                                 |
| 1968 | Odd Børre                                   | Jeg har aldri vært så glad i noen som deg |
| 1969 | Kirsti Sparboe                              | Oj, oj, oj, så glad jeg skal bli          |
| 1971 | Hanne Krogh                                 | Lykken er                                 |
| 1972 | Grethe Kausland & Benny Borg                | Småting                                   |
| 1973 | Bendik Singers                              | Å, for et spill                           |
| 1974 | Anne-Karine Strøm & Bendik Singers          | Hvor er du?                               |
| 1975 | Ellen Nikolaysen                            | Det skulle ha vært sommer nå              |
| 1976 | Anne-Karine Strøm                           | Mata Hari                                 |
| 1977 | Anita Skorgan                               | Casanova                                  |
| 1978 | Jahn Teigen                                 | Mil etter mil                             |
| 1979 | Anita Skorgan                               | Oliver                                    |
| 1980 | Sverre Kjelsberg & Mattis Hætta             | Sámiid ædnan                              |
| 1981 | Finn Kalvik                                 | Aldri i livet                             |
| 1982 | Jahn Teigen & Anita Skorgan                 | Adieu                                     |
| 1983 | Jahn Teigen                                 | Do re mi                                  |
| 1984 | Dollie de Luxe                              | Lenge leve livet                          |
| 1985 | Bobbysocks                                  | La det swinge                             |
| 1986 | Ketil Stokkan                               | Romeo                                     |
| 1987 | Kate Guldbrandsen                           | Mitt liv                                  |
| 1988 | Karoline Krüger                             | For vår jord                              |
| 1989 | Britt Synnøve Johansen                      | Venners nærhet                            |
| 1990 | Ketil Stokkan                               | Brandenburger Tor                         |
| 1992 | Merethe Trøan                               | Visjoner                                  |
| 1993 | Silje Vige                                  | Alle mine tankar                          |
| 1994 | Elisabeth Andreassen & Jan Werner Danielsen | Duett                                     |
| 1995 | Secret Garden                               | Nocturne                                  |
| 1996 | Elisabeth Andreassen                        | I evighet                                 |
| 1997 | Tor Endresen                                | San Francisco                             |
| 1998 | Lars Fredriksen                             | All I ever wanted was you                 |
| 1999 | Stig Van Eijk                               | Living my life without you                |
| 2000 | Charmed                                     | My heart goes boom                        |
| 2001 | Haldor Lægreid                              | On my own                                 |
| 2003 | Jostein Hasselgård                          | I'm not afraid to move on                 |
| 2004 | Knut Anders Sørum                           | High                                      |
| 2005 | Wig Wam                                     | In my dreams                              |
| 2006 | Christine Guldbrandsen                      | Alvedansen                                |
| 2007 | Guri Schanke                                | Ven a bailar conmigo                      |
| 2008 | Maria Haukaas Storeng                       | Hold on be strong                         |
| 2009 | Alexander Rybak                             | Fairytale                                 |
| 2010 | Didrik Solli-Tangen                         | My heart is yours                         |
| 2011 | Stella Mwangi                               | Haba haba                                 |
| 2012 | Tooji                                       | Stay                                      |
| 2013 | Margaret Berger                             | I feed you my love                        |
| 2014 | Carl Espen                                  | Silent storm                              |
| 2015 | Mørland & Debrah Scarlett                   | A monster like me                         |
| 2016 | Agnete                                      | Icebreaker                                |
| 2017 | JOWST feat. Aleksander Walmann              | Grab the moment                           |
| 2018 | Alexander Rybak                             | That's how you write a song               |
| 2019 | KEiiNO                                      | Spirit in the sky                         |
| 2020 | Ulrikke                                     | Attention                                 |
| 2021 | Tix                                         | Fallen angel                              |
| 2022 | Subwoolfer                                  | Give that wolf a banana                   |
| 2023 | Alessandra                                  | Queen of kings                            |
| 2024 | Gåte                                        | Ulveham                                   |
| 2025 | Kyle Alessandro                             | Lighter                                   |

Voor de uitslagen van Noorwegen op het Eurovisiesongfestival, zie Noorwegen op het Eurovisiesongfestival.